# Simon Halliday
Simon John Halliday (Haverfordwest, 13 luglio 1960) è un ex rugbista a 15 e dirigente sportivo britannico, internazionale per l'Inghilterra, tre quarti centro di Bath e Harlequins e finalista con la Nazionale inglese alla Coppa del Mondo di rugby 1991; dopo la fine della carriera ha ricoperto anche ruoli direttivi in seno alla Rugby Football Union e allo stesso Bath.

## Biografia
Nato in Galles ma cresciuto in Inghilterra, Halliday fu un double blue all'Università di Oxford, avendo rappresentato tale istituzione sia nel cricket che nel rugby a 15, e alternò l'attività rugbistica a quella crickettistica, giocando per la contea del Dorset dal 1981 al 1987.
Nel rugby militò per 9 stagioni nel Bath nel corso delle quali si aggiudicò due titoli nazionali consecutivi nel 1989 e 1990, e cinque coppe anglo-gallesi.
Vistosi chiuso nel ruolo di centro dal nuovo arrivo Phil de Glanville, si trasferì nel 1990 agli Harlequins.
Ivi disputò ulteriori due stagioni raggiungendo in entrambe la finale della citata Coppa, vincendola nel 1991 e perdendola l'anno successivo; tale finale fu anche l'ultimo incontro della sua carriera agonistica.
In Nazionale inglese esordì durante il Cinque Nazioni 1986 contro il Galles a Twickenham; disputò sette edizioni del Torneo consecutivamente, vincendo quello del 1992 con il Grande Slam; non convocato per la Coppa del Mondo di rugby 1987 rientrò nelle selezioni per quella del 1991, in cui l'Inghilterra giunse seconda.
Il suo ultimo incontro internazionale fu di nuovo contro il Galles nel citato Cinque Nazioni 1992.
Dopo il ritiro ebbe un breve periodo da allenatore, ma la sua attività principale fu quella finanziaria; tra le banche d'affari più importanti per cui lavorò figurano UBS e Lehman Brothers (quest'ultima fino al 2008, quando la filiale britannica fu chiusa all'improvviso e tutti i dipendenti furono licenziati).
Nell'ambito sportivo, nel 1999 fu nominato consigliere della Rugby Football Union a cavallo della vittoria inglese nella Coppa del Mondo di rugby 2003, quando il C.T. Clive Woodward stava cercando di ottenere dai club un lasso maggiore di tempo in cui avere i giocatori a disposizione per la Nazionale; il compito di Halliday, incaricato di gestire la nuova struttura professionistica del rugby inglese di vertice, era quello di contrattare con i club di prima divisione inglese, ma problemi a livello federale impedirono di giungere a un accordo soddisfacente e Halliday si dimise dall'incarico nel 2008, per divenire dirigente del Bath Rugby, il suo club originario.
Tuttavia anche tale incarico si chiuse con le dimissioni, quando solo un anno e mezzo più tardi Halliday decise di lasciare il club a causa di polemiche sull'uso di sostanze stupefacenti che avevano coinvolto diversi giocatori del club (Matt Stevens, Michael Lipman e altri).
Dal 2010 è, infine, direttore generale dell'Exeter RFC.

## Palmarès
- Premiership: 2
Bath: 1988-89, 1989-90
- Coppe Anglo-Gallesi: 5
Bath: 1984-85, 1985-86, 1986-87, 1988-89, 1989-90
Harlequins: 1990-91